# سترات البوتاسيوم

سترات البوتاسيوم هو مركب كيميائي صيغته K3C6H5O7 وهو مسحوق بلوري أبيض مسترطب. يتميز بإنه عديم الرائحة وله طعم مالح. يحتوي على 38.28٪ بوتاسيوم من كتلته يتواجد في شكل أحادي الهيدرات.
يستخدم كمادة مضافة للغذاء وتعرف برقم E332 وتستخدم سترات البوتاسيوم لتنظيم الحموضة.